# Samira Atillah
Samira Atillah (Genk, 23 december 1988) is een Belgisch journaliste, schrijfster en mensenrechtenactiviste.
Atillah studeerde af als pedagoog en werkte in het Genkse jeugdwerk en vervolgens als parlementair medewerker van Meryame Kitir (sp.a). Na een jaar verliet ze de partijpolitiek. Atillah was columnist voor MO* en was werkzaam bij De Morgen en schrijft regelmatig opiniestukken voor andere kranten en tijdschriften. In 2018 verscheen bij Houtekiet Zijn naam was Youssef over de vluchtelingenkampen bij Calais.
Bij de Europese verkiezingen van 9 juni 2024 stond Atillah op de 3de plaats voor Groen in het Nederlands kiescollege. Ze kreeg daarbij 49.112 voorkeursstemmen. Bij de gemeenteraadsverkiezingen van 13 oktober 2024 stond ze op de Ecolo-Groen-lijst in Schaarbeek.